# Quercus copeyensis
Quercus copeyensis és una espècie de roure que pertany a la família de les fagàcies (Fagaceae). Està dins de la secció dels roures blancs del gènere Quercus. El seu nom comú en anglès és coastal sage scrub oak.

## Descripció[calcitació]
Quercus copeyensis és un arbre perennifoli que assoleix fins als 55 m d'alçada i 170 cm de diàmetre del tronc, més comunament 35 m d'alçada i entre 80 i 100 cm de diàmetre del tronc, El tronc és generalment recte, oval o semicilíndric, estriat a la base. L'escorça és de color gris, marró grisenc o marró vermellós i exfolia en plaques. L'escorça interna és cremosa o crema rosàcia, amb taques rosades. La saba és incolora. La capçada és arrodonida, ampla i densa. Les fulles són alternes, simples, erectes, distribuïdes en espiral, lluents, entre 4 a 15 cm de llarg, i entre 2 a 6,5 cm d'ample. L'àpex és agut i la base arrodonida, sovint agrupades al final de llargues branques. Les flors són monoiques. Les flors masculines són blanques a blanques verdoses, en inflorescències de fins a 12 cm de longitud, amb raquis cobertes amb pèls suaus molt curts. Les inflorescències femenines són simples, amb 4 a 10 inflorescències parcials, cadascuna amb una sola flor a l'axil·la d'una bràctea primària. Les glans són dures, ovoides, d'entre 22 a 28 mm de llarg i entre 18 a 22 mm d'ample, amb una cúpula que s'aguditza cap a la base i l'embolcalla d'1/3 a 1/2 de la gla.

## Distribució, hàbitat i ecologia[calcitació]
Quercus copeyensis endèmic a la serralada de Talamanca de Costa Rica i Panamà. Es troba sovint amb el Quercus costaricensis als boscos muntanyencs superiors, a 3100 m d'altitud.
És una espècie que domina àmpliament els boscos muntanyencs humits i perennifolis entre 1800 a 2800 metres, amb precipitacions de 2500 a 3200 ml i temperatures mitjanes d'11-12 graus Celsius, amb extrems de 0 a 20 graus Celsius.
Creix en sòls d'origen volcànic, llims argilosos, àcids a molt àcids (3,5-4,6), profunds i ben drenats, generalment pobres en nutrients, especialment nitrogen (N) i potassi (P). En general, els sòls contenen grans quantitats d'humus en l'horitzó A, però aquest es descompon molt lentament degut a les baixes temperatures i alta acidesa, que limita el creixement de la microfauna.
L'espècie produeix llavors en grans quantitats que germinen i cobreixen el pis del bosc amb una catifa de plàntules. A Costa Rica l'arbre aconsegueix grans dimensions, creixent ja sigui en grups o en forma aïllada, i és capaç d'alçar-se com emergent 5-10m per sobre del dosser. És l'arbre més visible al llarg de la carretera Interamericana en el seu pas per la serralada de Talamanca.
S'ha registrat que creix en forma natural a Hondures, Costa Rica i Panamà.
La llavor es produeix al llarg de molts mesos, però el període natural de caiguda és d'agost a desembre.

## Gestió[calcitació]
El Quercus copeyensis pot créixer de manera gradual sota el dosser, però presenta una forta resposta als increments de llum. En forma natural, l'existència de gran quantitat d'epífites en les branques dels arbres augmenta el pes de les capçades, sobretot en èpoques de pluges, la qual cosa, unit a la menor estabilitat dels arbres en sòls saturats, produeix amb freqüència la caiguda dels arbres més vells, permetent així l'entrada de llum al pis del bosc i fomentant el desenvolupament de la regeneració natural. La gestió sostenible del bosc simula aquest procés natural, permetent l'aprofitament de certs individus, seguit per la gestió de la regeneració. En estudis en els anomenats boscos de roure blanc a Costa Rica ha estat l'espècie més freqüent en la regeneració. S'han registrat al voltant de 124.000 plàntules per hectàrea sota el dosser, un any després de la caiguda de les llavors, el que demostra la possibilitat de regenerar els boscos d'aquesta espècie mitjançant la protecció i maneig de la regeneració natural. En boscos adults, Quercus copeyensis representa fins a prop del 70% dels arbres presents.
En termes generals l'espècie és de creixement lent, però més ràpid que d'altres espècies de Quercus.

## Protecció[calcitació]
Les plàntules petites són tallades per un cerambícid (Terobrachus asperatus). A més, la papallona Eutachypter psidii causa defoliació en arbres adults.

## Taxonomia
Quercus copeyensis va ser descrita per Cornelius Herman Muller i publicat a U.S. Department of Agriculture. Bureau of Plant Industry. Miscellaneous Publication 477: 30, a l'any 1942.
Etimologia
Quercus: nom genèric del llatí que designava igualment al roure i a l'alzina.
copeyensis: epítet geogràfic que deriva de la localització de l'exemplar tipus de Muller, recollit per Standley l'any 1925 prop de la població d'El Copey, a la província de San José.
Sinonímia
- Quercus costaricensis f. kuntzei Trel.
- Quercus pacayana C.H.Mull.[5][6]